# Cezijski jezici
Cezijski jezici (didojski jezici), ogranak istočnokavkaskih jezika iz Rusije. Sastoji se od dvije podskupine s 5 jezika, to su:
a. Istočnocezijski (2): Bezhta [kap], hunzibski [huz]
b. Zapadnocezijski (3): didojski [ddo], hinuhski [gin], hvaršinski [khv]

## Vanjske poveznice
- Ethnologue (14th)
- Ethnologue (15th)